# Ardisia aquifolioides
Ardisia aquifolioides là một loài thực vật có hoa trong họ Anh thảo. Loài này được W.Z.Fang & K.Yao mô tả khoa học đầu tiên năm 1979.